# الموضوعات في لوحات عصر النهضة الإيطالية

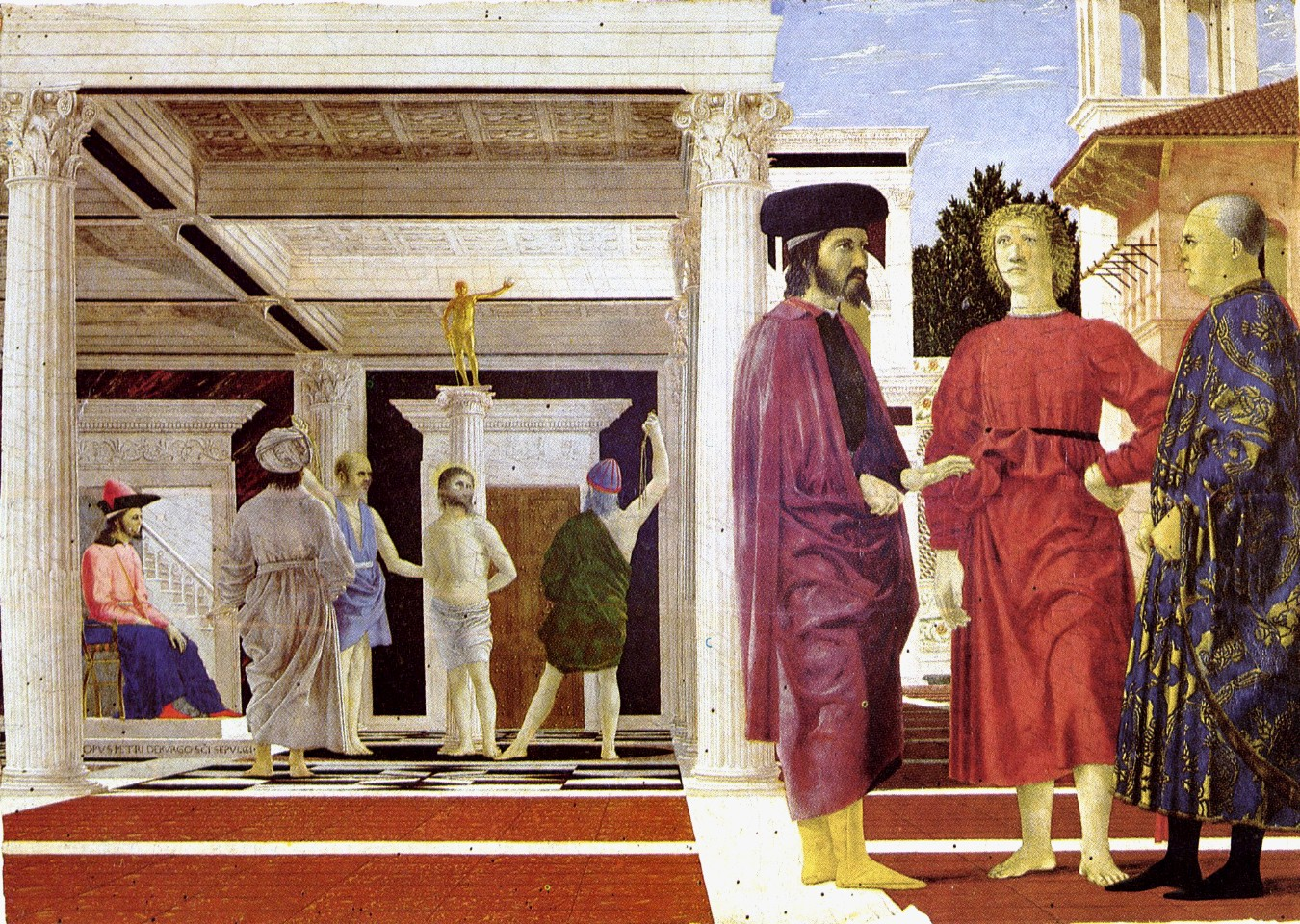
بييرو ديلا فرانشيسكا، جلد المسيح، نحو 1468- 1470

هذا المقال الذي يتناول موضوعات لوحات عصر النهضة الإيطالية، هو امتداد لمقال لوحات عصر النهضة الإيطالية، والذي يوفر صورًا إضافية مع التعليقات. تشمل الأعمال هنا أعمال جوتو في أوائل القرن الرابع عشر وصولًا إلى الحساب الأخير لميكيلانجيلو في ثلاثينيات القرن السادس عشر.
كانت الموضوعات التي شغلت الرسامين في عصر النهضة، هي تلك التي اهتمت بالموضوع والتنفيذ في آن واحد (أي الموضوع الذي يُراد رسمه والأسلوب الذي رُسم به هذا الموضوع). امتلك رسامو عصر النهضة حرية أكبر بكثير في اختيار الموضوع والأسلوب من رسامي العصور الوسطى. تطورت بعض العناصر المميزة للرسم في عصر النهضة بشكل كبير خلال هذه الفترة، ويشمل هذا التطور المنظور سواء من حيث كيفية تحقيقه والتأثير الذي طُبق من أجله أو من حيث الواقعية، خاصة في تصوير البشرية إما كصورة رمزية أو عنصر سردي.

## الموضوعات
توضح لوحة جلد المسيح لبييرو ديلا فرانشيسكا (أعلاه) من خلال عمل صغير واحد العديد من موضوعات لوحات عصر النهضة الإيطالية، سواء من حيث العناصر التركيبية أو الموضوع. يبدو بشكل واضح إتقان بييرو للمنظور والضوء. تتحد العناصر المعمارية، بما في ذلك الأرضية المبلطة التي تصبح أكثر تعقيدًا حول العمل المركزي، لإنشاء مساحتين. يُضاء الفضاء الداخلي بمصدر نور غير مرئي ينظر إليه يسوع، والذي يمكن تحديد موقعه رياضيًا بدقة من خلال تحليل الانتشار وزاوية الظلال على السقف المستعار. تحصل الشخصيات الثلاثة الواقفة في الخارج على الضوء من زاوية مختلفة ومصدر مختلف هو ضوء النهار والضوء المنعكس من الرصيف والمباني.
يرتبط الموضوع الديني بالحاضر. الحاكم هو صورة إمبراطور بيزنطة الزائر. يُعرف الجلد أيضًا «بالبلاء»، وهو المصطلح الذي طُبق على الطاعون. تمثل الشخصيات الثلاث التي تقف في الخارج أولئك الذين دفنوا جسد المسيح، ويُعتقد أن الشخصيتان الأكبر عمرًا تصوران نيقوديموس ويوسف الرامي، اللذان خسرا ولديهما مؤخرًا وكان الطاعون سبب وفاة أحد الولدين. تمثل الشخصية الثالثة التلميذ الشاب يوحنا، وربما كانت بورتريه لأحد الأبناء، أو أنها تمثل كليهما في شخصية مثالية واحدة، بالتزامن مع الطريقة التي رسم فيها بييرو الملائكة. 

## عناصر من عصر النهضة
تختلف لوحات عصر النهضة عن لوحات فترة العصور الوسطى المتأخرة، في تركيزها على المتابعة الدقيقة للطبيعة، وخاصة فيما يتعلق بتشريح جسم الإنسان وتطبيق المبادئ العلمية لاستخدام المنظور والضوء.

### المنظور الخطي
تمكن فنانو عصر النهضة من خلال العمارة في المقام الأول، من ممارسة فن الوهم ثلاثي الأبعاد باستخدامهم للمنظور الخطي، الذي أعطى أعمالهم إحساسًا أكبر بالعمق. تُظهر الصور في معرض الصور أدناه المنظور الخطي في المباني ومناظر المدينة.
- في جدارية جوتو، يشبه المبنى منصة مع جانب واحد مفتوح للمشاهد
- في جدارية باولو أوتشيلو، يعطي المشهد انطباعًا بالعمق
- رسم مازاتشو الثالوث المقدس بنسب رياضية دقيقة، ولا بد أن المعماري برونيليستشي قد ساعده في ذلك.
- استخدم فرا أنجيليكو رواقًا صغيرًا مسقوفًا ومعمدًا صاغه بدقة لإنشاء مساحة حميمة
- رسم جينتيلي بيليني فضاء واسعًا، ميدان سان ماركو في البندقية، وقد أضافت الشخصيات البعيدة له إحساسًا بالمنظور.
- رسم ليوناردو دافينشي بدقة ومع مراعاة للتفاصيل والقياسات، الأطلال الكلاسيكية التي وضعها في خلفية لوحة تمجيد المجوس للطفل يسوع التي لم ينهيها.
- أنشأ دومنيكو غرلاندايو بيئة معقدة وواسعة بشكل استثنائي على ثلاثة مستويات، بما في ذلك منحدر حاد وحائط بارز، تُعرض عناصر المنظر الطبيعي مثل الكنيسة الواقعة على اليمين، بشكل جزئي من خلال هياكل أخرى.
- يظهر من خلال تصميم رفائيل للوحة نار في بورغو، المباني حول ساحة صغيرة حيث يجري تسليط الضوء على الأحداث الخلفية من خلال المنظور.

### المناظر الطبيعية
شجع تطور المنظور الخطي وإدراج المناظر الطبيعية المفصلة في خلفية العديد من اللوحات الهولندية في الفترة المبكرة من القرن الخامس عشر، على تصوير المناظر الطبيعية. ومن خلال هذا التأثير أيضًا، جاء الوعي بالمنظور الجوي وملاحظة كيفية تأثر الأشكال البعيدة بالضوء.
- استخدم جوتو قليلًا من الصخور لإعطاء انطباع البيئة الجبلية.
- خلق باولو أوتشيلو بيئة مفصلة وسريالية كمنصة للعديد من المشاهد الصغيرة
- كارباتشيو، إنزال جسد المسيح، يعكس المنظر الصخري المهجور مأساة المشهد
- تتمتع المناظر الطبيعية في لوحات مانتينيا بنوعية نحت ثلاثية الأبعاد تُشير إلى مساحة مادية حقيقية. تُشير تفاصيل الصخور وطبقاتها والشقوق فيها إلى أنه درس التكوينات الجيولوجية للحجر الجيري الأحمر الذي يكثر في مناطق شمال إيطاليا
- يعرض أنطونيلو دا مسينا المشهد القاتم للصلب، بالنقيض مع المناظر الطبيعية في الخلفية والتي تصور الريف الهادئ على مسافة بعيدة، ليصبح أشحب كلما انحسر.
- أنشأ جيوفاني بيليني منظرًا طبيعيًا مفصلًا مع مشهد رعوي بين الجبال الأمامية والخلفية. هناك العديد من المستويات في هذا المنظر الطبيعي، مما يذكلانا بمناظر المدينة المعقدة لغيرانلاند (في الأعلى)
- وضع بيروجينو تمجيد المجوس للطفل يسوع ضد المناظر الطبيعية لتلال أومبريا المألوفة
- يعرض ليوناردو دافنشي الاستخدام المسرحي للمنظور الجوي في رؤيته للجبال المنحدرة حول بحيرة غاردا عند سفوح جبال الألب في شمال إيطاليا